# Oxygastra curtisii
Oxygastra curtisii је инсект из реда Odonata и фамилије Corduliidae.

## Угроженост
Ова врста је на нижем степену опасности од изумирања, и сматра се скоро угроженим таксоном.

## Распрострањење
Врста је присутна у Белгији, Италији, Луксембургу, Мароку, Немачкој, Португалу, Француској, Швајцарској и Шпанији.

## Популациони тренд
Популација ове врсте је стабилна, судећи по доступним подацима.

## Станиште
Станишта врсте су планине, језера и језерски екосистеми и слатководна подручја.